# Tentegia amplipennis
Tentegia amplipennis (лат.) — вид жуков-долгоносиков рода Tentegia из подсемейства Cryptorhynchinae (Tylodina, Cryptorhynchini, Coleoptera). Австралия.

## Распространение
Встречаются в Австралии. Этот вид был зарегистрирован в Северной территории от Дарвина на севере до реки Финке на юге и Лиммена на востоке.

## Описание
Среднего размера бескрылые жуки-долгоносики. Длина тела 7—12 мм; буровато-чёрные, коренастые, сильно выпуклые. От близких видов отличаются следующими признаками: передняя граница пронотума с преапикальным килем и простирается над лбом, боковые края частично окаймлены; надкрылья сужаются к основанию и с 12 полосками; мезовентральный отросток выпуклый; передние голени широко изогнуты апикально, укус хорошо развит, премукро и супраункальный выступ отсутствуют. Тарзальный сегмент 3 такой же широкий, как 2. Тело примерно такой же длины, как и ширины, сильно выпуклое, с рассеянными узкими чешуйками. Усики 11-члениковые, включая жгутик (7 сегментов) и булаву (4 сегмента). Нижнечелюстные щупики 3-члениковые, а нижнегубные состоят из 2 сегментов. Глаза плоские, скрыты под глазными впадинами. Антенны прикреплены около вершинной трети рострума. Бёдра часто с вентральным зубцом в апикальной трети. Предположительно, как и некоторые изученные виды Tentegia обладают уникальной среди всех долгоносиков копрофагией: взрослые особи скатывают или тащат навозные гранулы сумчатых млекопитающих, а в них затем развиваются их личинки.
Вид был впервые описан в 1930 году австралийским энтомологом Артуром Миллсом Леа (Arthur Mills Lea; 1868—1932), а его валидный статус подтверждён в 2023 году в ходе ревизии, проведённой австралийскими энтомологами Эрмесом Эскалоной, Дебби Дженнингс и Рольфом Гюнтером Оберприлером (Australian National Insect Collection, CSIRO, Канберра, Австралия).